# Christian Drab

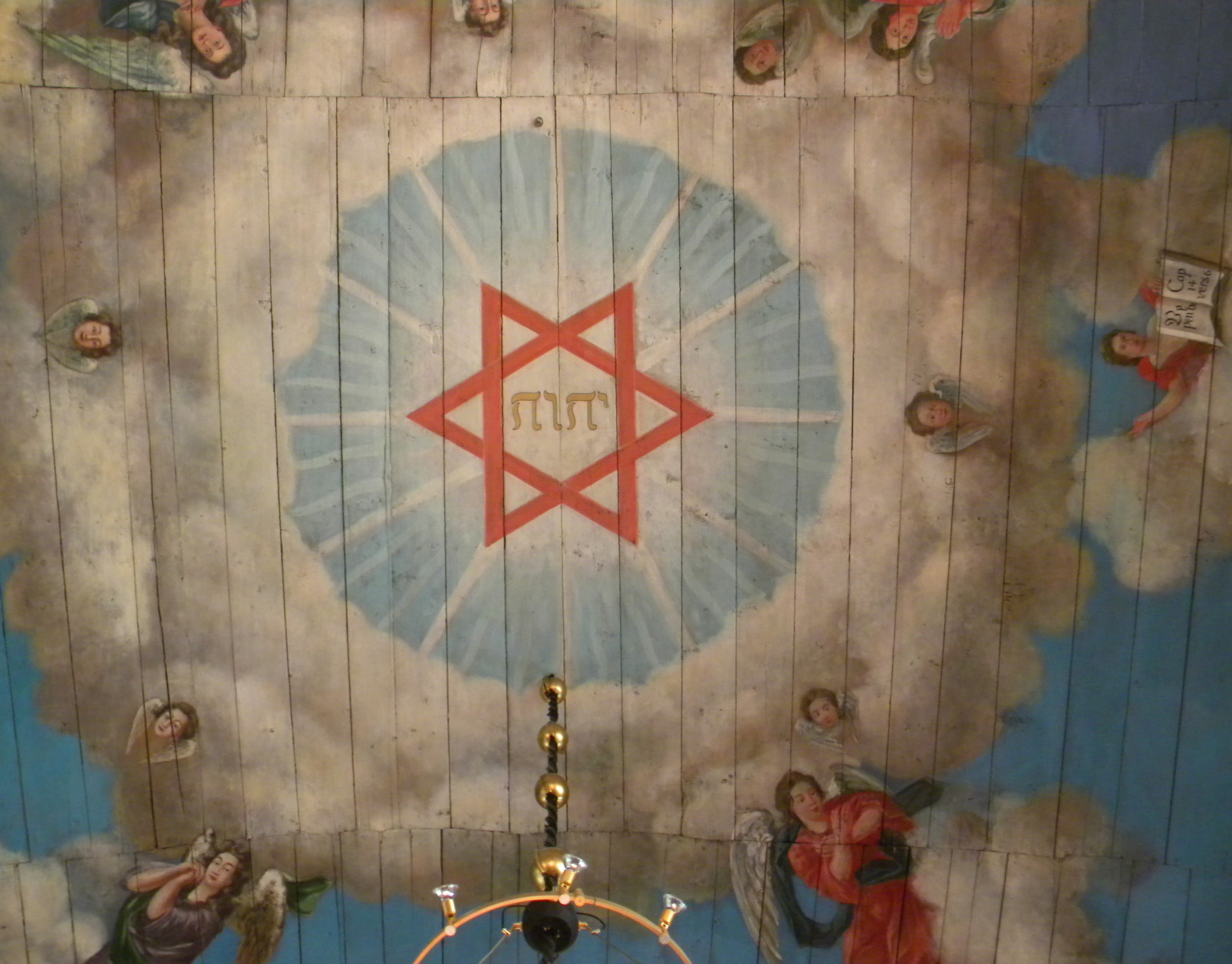
Takmålning i Lerums kyrka, ursprungligen av Drab, men till stor del ommålad av Reinhold Callmander 1900.

Christian Drab, även Drabb och Drapp, var en tapet- och kyrkomålare, verksam under 1700-talet.
Drab var från början tapetmålare i Göteborg men övergick 1744 till Göteborgs Målareämbete, där han finns noterad fram till 1792, då han förmodligen avled. Han målade i huvudsak tapeter för rikare familjer i Göteborg. 
Som kyrkomålare utsmyckade han Lerums kyrka 1750-1751 med takmålningar som endast till en liten del är bevarade.